# سال‌خوردگی نرم‌افزار
سالخوردگی نرم‌افزار (به انگلیسی: Software aging) به تخریب عملکرد مترقی یا ناگهان قطع / سقوط از یک سیستم نرم‌افزار با توجه به فرسودگی منابع سیستم عامل، تکه‌تکه شدن، یا انباشت اشتباهات اشاره می‌کند. روش مدیریت فعال خطا برای مقابله با پدیده سالخوردگی نرم‌افزار جوان‌سازی دوباره است. این روش می‌تواند به عنوان یک روش متنوع محیط دسته‌بندی شود که معمولاً برای جوان‌سازی دوباره استفاده می‌شود (SRA).
ساده‌ترین راه‌ها برای شبیه‌سازی نرم‌افزار؛ جوان‌سازی دوباره، راه‌اندازی مجدد سیستم یا پیدا کردن، بستن و راه‌اندازی مجدد برنامه سالخورده است. نشت‌های حافظه یک علت بالقوه یا عامل کمک در سالخوردگی نرم‌افزار هستند. همان‌طور که آنها می‌توانند حافظه در دسترس سیستم را از پا درآورند.